# Витешки ред
Витешки ред је удружење витезова створено у средњем веку са одређеним хуманим циљем, нпр. заштита ходочасника, лечење рањеника, засновано на хришћанским традицијама. Први редови су настали у Јерусалиму после Првог крсташког рата. Убрзо су добили јасно војно обележје те су редови стварани са циљем борбе против „непријатеља хришћанства”: муслимана, јеретика, пагана, или ради заштите хришћанства и хришћана. Средњовековни витешки редови су данас или престали да постоје или су се претворили у организације добротворног карактера.
Новији витешки редови су оснивани на традицијама витештва и са јасним хришћанским обележјем, а могу се поделити на групе које се баве превасходно средњовековним вештинама: мачевањем, стреличарством, јахањем; и на оне чији је основни циљ бављење добротоворним радом у оквиру неке од хришћанских цркава.

## Неки од витешких редова

### Крсташки редови
- Јовановци (Хоспиталци, Малтешки витезови) су витешки ред основан 1048. године у Јерусалиму, признати по окончању Првог крсташког рата (1096—1099).
- Темплари (Ред сиромашних витезова Христа и Соломоновог храма, Витезови Темплари) су први војни витешки ред, основани 1118.
- Тевтонци (Тевтонски ред) био је немачки крсташки војни ред под окриљем римокатоличке цркве створен крајем 12. века у Акри, Палестина.
- Витезови Светог Лазара Јерусалимског је витешки ред који су у 12. веку створили болничари који су лечили људе од куге у Јерусалиму.
- Витезови Алкантаре
- Витезови Калатраве
- Витезови Сантијага

### Некрсташки редови
- Ред Змаја који је створен у краљевини Угарској почетком XV века са циљем заустављања продора Турака у Европу.